# الكسندر دوي
الكسندر دوي (بالإنجليزية: Alexander Dowie)‏ هو شخصية أعمال أسترالي، ولد في 4 سبتمبر 1827، وتوفي في 18 يوليو 1909.